# Lac Temagami
Le lac Temagami (anciennement le lac Timagami) est un lac dans le district de Nipissing au nord-est de l'Ontario, au Canada, situé à environ 80 kilomètres au nord de North Bay. Le nom du lac vient de Te-mee-ay-gaming, qui signifie « eau profonde près du rivage » en langue ojibwé.

## Géographie
Le lac est de forme irrégulière avec de longs bras nord, nord-est et sud-ouest, des bras nord-ouest et sud plus courts et plusieurs baies plus petites. La ville de Temagami est située à l'extrémité du bras nord-est du lac. Il s'étend sur près de 50 kilomètres du nord au sud et environ 35 kilomètres d'est en ouest. Il compte environ 1 259 îles, dont la plus grande est l'île de Temagami. Un certain nombre de péninsules se situent dans le lac, comme les péninsules McLean, Cynthia et Joan, ainsi que celle de Sand Point, qui sépare le bras nord-ouest du reste du lac.

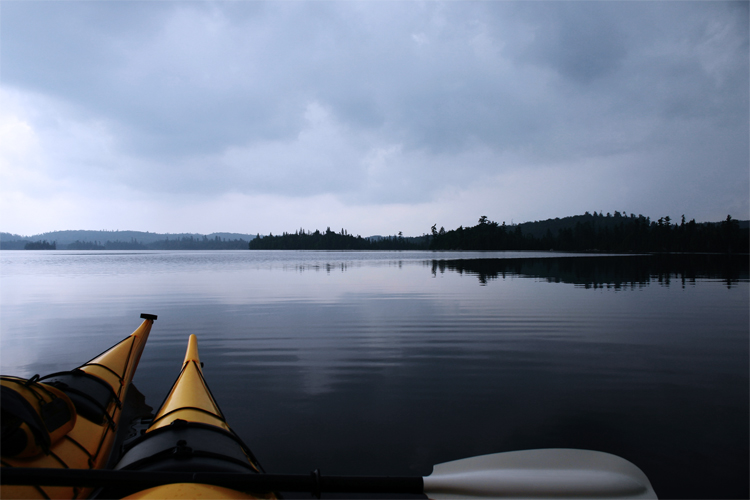
Kayaks sur le lac Temagami.

Le bras nord-est du lac Temagami repose sur une forte zone de failles de roche felsique. Cette zone de failles, connue sous le nom de zone de déformation du bras nord-est, et les roches métavolcaniques associées sont associées à la ceinture de roches vertes de Temagami, une ceinture de roches vertes archéennes caractérisée par des roches volcaniques felsiques-mafiques.
Le lac Temagami et ses lacs environnants offrent des possibilités infinies de canot-camping. Il y a plus de 2 000 kilomètres d'itinéraires de canoë interconnectés.
La région contient quelques-uns des plus grands peuplements restants de forêt primaire de pin rouge et de pin blanc en Ontario.